# Hiéroglyphe égyptien P10
Pour l’article homonyme, voir Aviron de direction.
Le hiéroglyphe égyptien P10 (aviron de direction) est classifié dans la section P « Bateaux et parties de bateaux » de la liste de Gardiner ; il y est noté P10.

## Représentation
Il représente un aviron de direction avec pivot contrairement au gouvernail P8.
Il est translittéré ḥmw. 

## Utilisation
| P10 | / | N41 | m | W | P10 |

| P10 | / | N41 | m | W | P10 |

C'est un déterminatif du champ lexical du timonier, de la rame.

## Exemples de mots
| N41 | m | i | i | P10 | A1 |

| N41 | m | i | i | P10 | A1 |

| N41 | m | P10 |

| N41 | m | P10 |

| H | p · t | P10 |

| H | p · t | P10 |